# Шмелёва, Ольга Павловна
Ольга Павловна Шмелёва (род. 31 мая 1939) — советский учёный-физик, лауреат Государственной премии СССР.
Работала в ФИАН и ИЗМИРАН: старший лаборант, младший научный сотрудник, старший научный сотрудник. Ученица и соратница Сергея Ивановича Сыроватского, соавтор метода Сыроватского и Шмелевой (1972, 1973).
Кандидат физико-математических наук (1978), тема диссертации «Температурная структура и коротковолновое излучение солнечной атмосферы при вспышках».
Государственная премия СССР 1982 года (в составе коллектива) — за цикл работ «Динамика токовых слоёв и солнечная активность» (1966—1980).

## Публикации
- Сыроватский С. И., Шмелёва О. П. Нагрев плазмы быстрыми электронами и нетепловое рентгеновское излучение при солнечных вспышках. - Астрон. журн., 1972, т. 49, стр. 334-347.
- Нагрев вспышки потоками тепла и частиц. Сыроватский С. И., Сомов Б. В., Шмелёва О. П. в сборнике Тр. 11-го Ленинградского семинара по космофизике «Взаимодействие космических лучей со средой», Ленинград, 30 ноября — 2 декабря 1979 г, место издания Изд-во ЛИЯФ Ленинград, стр. 37-42.
- О нагреве хромосферы в области вспышки потоками тепла и частиц. Сомов Б. В., Сыроватский С. И., Шмелёва О. П., в сборнике Вспышечные процессы в плазме,, серия Тр. Физического института им. П. Н. Лебедева АН СССР,, место издания Наука Москва, том 110, стр. 106—120.
- О. П. Шмелёва, С. И. Сыроватский, Письм Астрон. ж. 2, 345 (1976).
- О нагреве хромосферы в области вспышки потоками тепла и частиц/Б. В. Сомов, С. И. Сыроватский, О. П. Шмелёва. — Тр. Физ. ин-та им. Лебедева, 1979, т. ПО, стр. 106—120.
- Нагрев плазмы быстрыми электронами при солнечных вспышках. Профиль температуры/О. П. Шмелёва Геомагнетизм и аэрономия −1999 г. Т. 39, № 3 (стр. 120-123)